# Сарнычев, Николай Максимович
Николай Максимович Сарнычев (15 мая 1921, Красноселье, Тамбовская губерния — 18 декабря 1947) — воздушный стрелок 28-го гвардейского авиационного полка дальнего действия гвардии старший сержант — на момент представления к награждению орденом Славы 1-й степени.

## Биография
Родился 15 мая 1921 года в селе Красноселье (ныне — Тамбовской области). Окончил 7 классов. В 1937 году переехал в Москву. Работал электромонтером.
В декабре 1940 года был призван в Красную Армию Октябрьским райвоенкоматом города Москвы. В 1941 году окончил 15-ю дивизионную школу младших авиационных специалистов, получил специальность стрелка-радиста. На фронте в Великую Отечественную войну с сентября 1942 года. Весь боевой путь прошел в авиации дальнего действия, в 42-м дальнебомбардировочном авиационном полку. Первый боевой вылет совершил 16 декабря 1942 года. В 1944 году вступил в ВКП (б).
К июню 1944 года в составе экипажа самолета Ил-4 старший сержант Сарнычев совершил 47 успешных боевых вылетов, из них 12 вылетов на бомбардирование военных объектов в дальнем тылу противника в городах Резекне, Даугавпилс, Витебск, Гомель, 35 — в армейских тылах, иногда производя по 2 боевых вылета в ночь. Во всех вылетах обеспечивал безотказную работу связи, оказывал помощь штурману в ориентировки и прослушивании радиопеленгов.
Успешно работал как воздушный стрелок, не раз спасал экипаж от нападения вражеский истребителей. 14 июня при полете на бомбардировку аэродрома Балбасово своевременно заметил атакующий истребитель противника и огнём из пулемета отбил атаку.
Приказом по войскам 36-й авиационной дивизии дальнего действия от 20 июня 1944 года старший сержант Сарнычев Николай Максимович награждён орденом Славы 3-й степени.
К октябрю 1944 года гвардии старший сержант Сарнычев совершил 81 боевой вылет, после последнего награждения — 30. Из них 5 вылетов в глубокий тыл противника в районы городов Тильзит, Инстербург, Будапешт, Дебрецен, и 25 боевых вылетов на бомбардировку военных объектов противника около городов Шяуляй, Таллинн, Рига. Во всех вылетах обеспечил надежную работу связи и защиту самолета от нападения истребителей. Неоднократно вступал в воздушный бой и огнём из пулемета отгонял врага, тем самым обеспечивая выполнение боевого задания.
Приказом войскам авиации дальнего действия от 6 ноября 1944 года гвардии старший сержант Сарнычев Николай Максимович награждён орденом Славы 2-й степени.
В феврале 1945 года гвардии старший сержант Сарнычев совершил 15 боевых вылетов на бомбометание ночью, из них 5 вылетов в глубокий тыл противника в районы городов Кенигсберг, Штеттин, Мюнхеберг. Последний боевой вылет совершил 21 апреля, в составе экипажа участвовал в налете на город Берлин. Всегда обеспечивал надежную связь и наблюдение за воздушным пространством. Последний боевой орден остался не врученным.
В 1946 году старшина Сарнычев был демобилизован. Остался в Гражданском воздушном флоте, работал бортрадистом самолета Ил-12. 18 декабря 1947 года погиб в авиационной катастрофе. Похоронен на кладбище с. Изварино Кунцевского района Московской области (ныне — Новомосковский административный округ Москвы).
Указом Президиума Верховного Совета СССР от 23 февраля 1948 года гвардии старший сержант Сарнычев Николай Максимович награждён орденом Славы 1-й степени.
Награждён орденами Славы 1-й, 2-й и 3-й степеней, медалями.